# Joseph Emanuel van Leer
Joseph Emanuel van Leer (* 31. Oktober 1880 in Amersfoort, Niederlande; † 2. November 1934 in Baku, damals Sowjetunion) war ein niederländischer Kaufmann, der in verschiedenen Sparten und Ländern erfolgreich tätig war. Seit er im Jahre 1909 Rudolf Steiner kennengelernt hatte, setzte er sich für die Verbreitung der anthroposophischen Lehre ein – insbesondere für den Aufbau von Weleda und die Finanzierung des ersten und zweiten Goetheanum-Baus.